# Christina I. (Gandersheim)
Christina (I.) (* vor 896; † 1. April 919) war als Nachfolgerin ihrer Schwestern Hathumod und Gerberga die dritte Äbtissin des Kanonissenstifts Gandersheim. 
Christina war die jüngste Tochter des Stiftsgründers Liudolf und dessen Frau Oda. Sie übernahm das Amt der Äbtissin 896 oder 897 als direkte Nachfolgerin ihrer Schwester Gerberga. Ihre Benediktion erfolgte durch Bischof Wigbert von Hildesheim. Ihr Abbatiat dauerte von 896/97 bis 919. 
Ihre genauen Lebensdaten sind unbekannt, sie starb an einem 1. April (vermutlich 919).